# Evrim Doğan
Evrim Doğan (Ankara, 5 settembre 1977) è un'attrice turca, nota per aver interpretato il ruolo di Ayfer Yıldız nella serie Love Is in the Air (Sen Çal Kapımı).

## Biografia
Evrim Doğan è nata il 5 settembre 1977 ad Ankara (Turchia), fin da piccola ha coltivato la passione per la recitazione.

## Carriera
Evrim Doğan dopo aver completato la sua formazione presso l'Anadolu University State Conservatory, Dipartimento di recitazione, ha esordito come attrice nel 2004 con il ruolo di Pelin nella serie televisiva Cennet Mahallesi, trasmessa su Show TV.
Nel 2007 ha interpretato il ruolo di Suna nella serie Arka Sıradakiler. Nel 2011 ha interpretato il ruolo di Sakine nella serie Dinle Sevgili. Nel 2012 ha interpretato il ruolo di Kurban nella serie Şubat. L'anno successivo, nel 2013, ha interpretato il ruolo di Gizem nella serie Vicdan. Nel 2013 ha interpretato il ruolo di Nermin Özdemir nella serie Gülümse Yeter. Nel 2017 e nel 2018 ha interpretato il ruolo di Şeyma nella serie Bizim Hikaye.
Nel 2018 ha interpretato il ruolo di Yesim nella serie Kadın. L'anno successivo, nel 2019, ha interpretato il ruolo di Lebriz nella serie Kardeş Çocukları.
Nel 2020 e nel 2021 ha interpretato il ruolo di Ayfer Yıldız nella serie televisiva Love Is in the Air (Sen Çal Kapımı), trasmessa su Fox.
Nel 2022 ha ricoperto il ruolo di Nadide Seyyahoğlu nella serie Evlilik Hakkında Her Şey. Nello stesso anno interpreta il ruolo di Gönül nella serie Kardeşlerim.

## Filmografia

### Cinema
- Sevimli Tehlikeli, regia di Yardımcı Karakter (2015)
- Aşk Bu Mu?, regia di Yardımcı Karakter (2018)

### Televisione
- Cennet Mahallesi – serie TV (2004)
- Arka Sıradakiler – serie TV (2007)
- Dinle Sevgili – serie TV (2011)
- Şubat – serie TV (2012)
- Vicdan – serie TV (2013)
- Gülümse Yeter – serie TV (2016)
- Bizim Hikaye – serie TV (2017-2018)
- Kadın – serie TV (2018)
- Kardeş Çocukları – serie TV (2019)
- Love Is in the Air (Sen Çal Kapımı) – serie TV (2020-2021)
- Evlilik Hakkında Her Şey – serie TV (2022)
- Kardeşlerim – serie TV (2022)

## Web TV
- Bartu Ben (2018)

## Doppiatrici italiane
Nelle versioni in italiano dei suoi film e delle sue serie TV, Evrim Doğan è stata doppiata da:
- Francesca Fiorentini[19] in Love Is in the Air[20]

## Riconoscimenti
- Sadri Alisik Theatre and Cinema Awards
  - 2014: Vincitrice come Miglior attrice non protagonista